# Kl. 10
Kl. 10 è un brano musicale della cantante danese Medina, estratto come terzo singolo dal suo quarto album For altid. È stato pubblicato il 31 ottobre 2011 dall'etichetta discografica EMI Music. Il singolo è stato prodotto dalla squadra di produttori Providers.
Kl. 10 è entrato alla trentottesima posizione della classifica danese la settimana dopo la pubblicazione dell'album per via delle forti vendite digitali. Vi è poi rientrato sei settimane dopo alla quattordicesima, per poi salire alla sesta, alla quarta, alla terza, e infine, nella settimana del 9 dicembre 2011, giungere in vetta. Kl. 10 è il terzo singolo estratto da For altid ad arrivare alla prima posizione della classifica danese.

## Tracce
Download digitale
1. Kl. 10 - 4:04

## Classifiche
| Classifica (2011) | Posizione massima |
| ----------------- | ----------------- |
| Danimarca         | 1                 |

### Classifiche di fine anno
| Classifica (2011) | Posizione |
| ----------------- | --------- |
| Danimarca         | 32        |